# Welterbe in Papua-Neuguinea

Zum Welterbe in Papua-Neuguinea gehört (Stand 2016) eine UNESCO-Welterbestätte des Weltkulturerbes. Der ozeanische Staat Papua-Neuguinea ist der Welterbekonvention 1997 beigetreten, die bislang einzige Welterbestätte wurde 2008 in die Welterbeliste aufgenommen.

## Welterbestätten
Die folgende Tabelle listet die UNESCO-Welterbestätten in Papua-Neuguinea in chronologischer Reihenfolge nach dem Jahr ihrer Aufnahme in die Welterbeliste (K – Kulturerbe, N – Naturerbe, K/N – gemischt, (G) – auf der Liste des gefährdeten Welterbes).
| Bild                                     | Bezeichnung                                     | Jahr | Typ | Ref. | Beschreibung                                                                               |
| ---------------------------------------- | ----------------------------------------------- | ---- | --- | ---- | ------------------------------------------------------------------------------------------ |
| Stätte der frühen Landwirtschaft von Kuk | Stätte der frühen Landwirtschaft von Kuk (Lage) | 2008 | K   | 887  | archäologische Fundstelle in der Sumpfregion Kuk im südlichen Hochland der Insel Neuguinea |

## Tentativliste
In der Tentativliste sind die Stätten eingetragen, die für eine Nominierung zur Aufnahme in die Welterbeliste vorgesehen sind. Derzeit (2017) sind sieben Stätten in der Tentativliste von Papua-Neuguinea eingetragen, die letzte Eintragung erfolgte 2006. Die folgende Tabelle listet die Stätten in chronologischer Reihenfolge nach dem Jahr ihrer Aufnahme in die Tentativliste.
| Bild                                         | Bezeichnung                                         | Jahr | Typ | Ref. | Beschreibung |
| -------------------------------------------- | --------------------------------------------------- | ---- | --- | ---- | --- |
| Kikori-Flussbecken/Großes Papua-Plateau      | Kikori-Flussbecken/Großes Papua-Plateau (Lage)      | 2006 | K/N | 5060 | Flussbecken des Kikori und Großes Papua-Plateau |
| Kokoda Track und Owen-Stanley-Gebirge        | Kokoda Track und Owen-Stanley-Gebirge (Lage)        | 2006 | K/N | 5061 | Ein Teil des Owen-Stanley-Gebirges mit dem Kokoda Track |
| Trans-Fly-Komplex                            | Trans-Fly-Komplex (Lage)                            | 2006 | K/N | 5062 | |
| Milne-Bay-Meereslandschaft                   | Milne-Bay-Meereslandschaft (Lage)                   | 2006 | K/N | 5063 | Pazifische Juwelen mariner Biodiversität in der Provinz Milne Bay, umfasst u. a. die Conflict-Inseln, die Lunn-Insel, die Jomard-Inseln sowie Samarai und Bramble Haven. |
|                                              | Sublime Karste von Papua-Neuguinea                  | 2006 | K/N | 5064 | umfasst u. a. Nakanai, Muller Plateau und Hindenburg Wall |
| BW                                           | Oberes Sepik-Flussbecken (Lage)                     | 2006 | K/N | 5065 | Oberer Teil des Einzugsgebiets des Flusses Sepik mit den Hängen der Central Range, der Torricelli-Berge und der Prinz-Alexander-Berge                                    |
| Huon-Terrassen – Treppe in die Vergangenheit | Huon-Terrassen – Treppe in die Vergangenheit (Lage) | 2006 | K/N | 5066 | Die Küstenterrassen der Huon-Halbinsel sind ein bedeutendes Zeugnis der Geschichte der geoklimatischen Verhältnisse der letzten 300.000 Jahre.                           |